# Alfred Noyes
Alfred Noyes, född 16 september 1880, död 25 juni 1958, var en brittisk poet.
Noyes debuterade 1902 med The loom of years, varefter följde bland annat Forty singing seamen (1907) och A salute from the fleet (1915), som besjön havet och sjölivet, samt det filosofiska eposet The torch-bearers (2 band, 1922-25). Noyes utgav även essayer som Aspects of modern poetry (1929) samt noveller med mera. Hans Collected poems utgavs i 4 band 1920-27.